# Xanthostege roseiterminalis
Xanthostege roseiterminalis là một loài bướm đêm trong họ Crambidae.